# Пять сантимов (Франция)

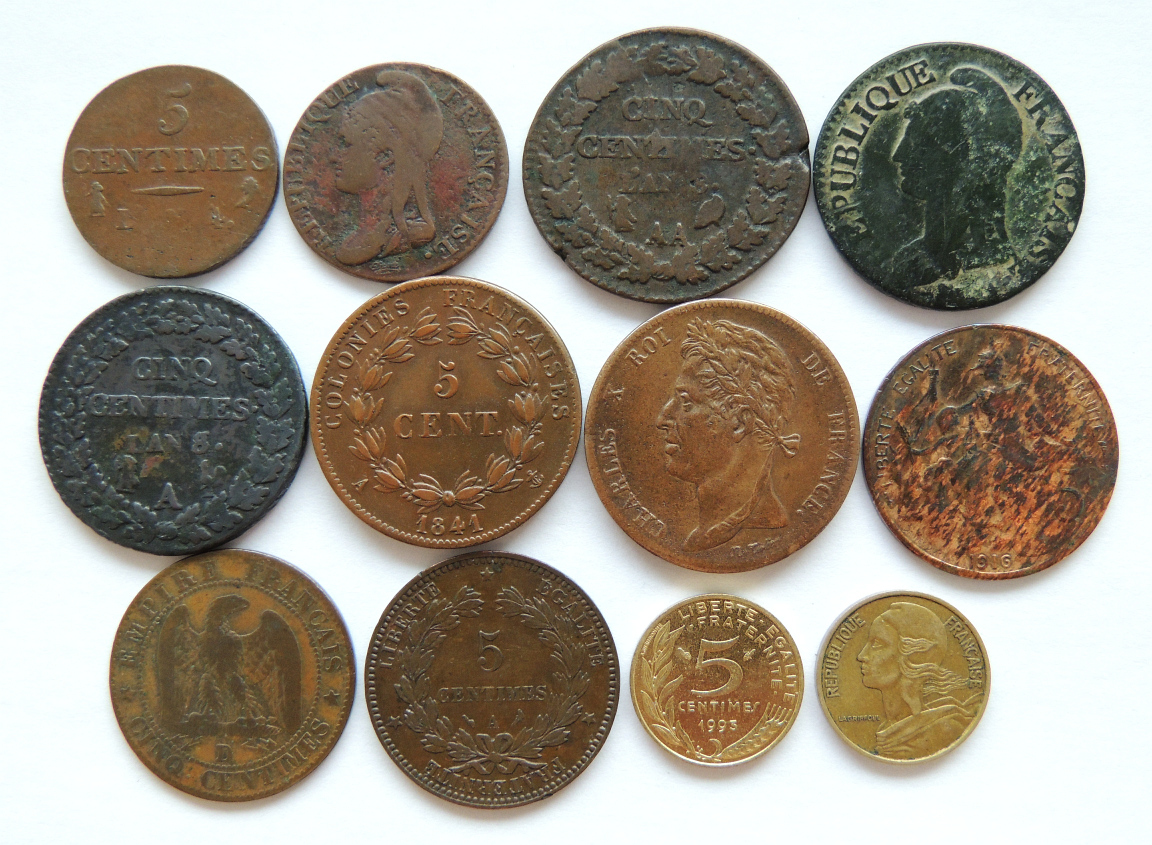
Монеты 5 сантимов Франции и колоний, 1795-1993 гг.

Пять сантимов (фр. Cinq centimes) — номинал французских денежных знаков, равный 5⁄100 французского франка, выпускавшийся в 1795—2001 годах в виде монет, а также в виде различных денежных суррогатов (металлических и бумажных, в том числе марок-денег).

## Общегосударственные монеты
Чеканка монет в 5 сантимов начата в период Первой республики, в 1795 году. Рисунок монеты был выполнен генеральным гравёром Огюстеном Дюпре. Год чеканки обозначался годом республиканского календаря. Первоначально, в 4-5 (1795—1796) годах, номинал обозначался цифрами (5 centimes). В 1796 (5-м) году вес монет был увеличен, а номинал стал обозначаться словами (cinq centimes). Была произведена также перечеканка в 5 сантимов монет в 1 десим 4-5 годов. На перечеканенных монетах нередко оставался виден старый номинал в десимах.
В период Первой империи регулярная чеканка 5 сантимов не производилась. В 1808 году в Страсбурге небольшим тиражом была выпущена медная монета, практически не использовавшаяся за пределами Нижнего Рейна. Рисунок монеты выполнил Пьер-Жозеф Тиолье.
После провозглашения Второй империи в 1853 году начата чеканка монет нового образца, который разработал Жан-Жак Барр. Диаметр и вес монеты (по сравнению с ранее выпускавшимися) был уменьшен. Первоначально на монетах помещался портрет императора Наполеона III без лаврового венка (тип Tête nue), а с 1861 года — портрет императора в венке (тип Tête laurée). Новый портрет выполнил Альбер-Дезире Барр.
В 1871 году Третьей республикой начат выпуск новых 5-сантимовых монет. Диаметр и вес монет, установленные в период Второй империи, остались неизменными. Новый тип монет («Церера») разработал Эжен Удине. В 1898 году тип монет изменился. Новый тип монет («Дюпюи») разработал Жан-Батист-Даниэль Дюпюи.
Чеканка монет типа Дюпюи продолжалась до 1921 года, но уже в 1914 году был начат выпуск монет нового типа «Линдайё», который разработал Эдмон-Эмиль Линдайё. В 1939 году чеканка монет в 5 сантимов была прекращена.
В связи с инфляцией необходимость в использовании в обращении монет этого номинала отпала, и 1 января 1941 года 5 сантимов были изъяты из обращения.
В январе 1960 года была проведена денежная реформа, введён «новый франк», равный 100 старым. Сантимы вновь вернулись в обращение. Первоначально, в 1961 году, были выпущены монеты типа «Колос», рисунок которых разработал Раймон Жоли. В 1966 году их сменили 5 сантимов типа «Марианна». Тип новой монеты, чеканившейся до 2001 года, разработал Анри Лагрифул.
| Аверс                         | Реверс            | Диаметр, мм       | Толщина, мм       | Масса, г          | Металл                         | Гурт              | Годы чеканки         | Примечания |
| Первая республика             | Первая республика | Первая республика | Первая республика | Первая республика | Первая республика              | Первая республика | Первая республика    | Первая республика |
| ----------------------------- | ----------------- | ----------------- | ----------------- | ----------------- | ------------------------------ | ----------------- | -------------------- | --- |
|                               |                   | 23                | 1,3               | 5                 | Медь                           | рубчатый          | 1795—1796 (4—5 годы) | Монетные дворы — Париж (A), Лимож (I), Нант (T), Лилль (W)                                                                                  |
|                               |                   | 28                |                   | 10                | Медь                           |                   | 1796—1800 (5—9 годы) | Монетные дворы — Париж (A), Мец (AA), Руан (B), Страсбург (BB), Лион (D), Лимож (I), Бордо (K), Орлеан (R), Нант (T), Лилль (W), Женева (G) |
|                               |                   | 28                |                   | 10                | Медь                           |                   | 1796—1799 (5—8 годы) | Перечеканка из 1 десима 4—5 годов. Монетные дворы — Париж (A), Мец (AA), Руан (B), Лион (D), Лимож (I), Лилль (W), Женева (G)               |
| Первая империя (Наполеон I)   |                   |                   |                   |                   |                                |                   |                      | |
|                               |                   | 28                |                   | 8                 | Медь                           | гладкий           | 1808                 | Монетный двор — Страсбург (BB), тираж — 50 000.                                                                                             |
| Вторая империя (Наполеон III) |                   |                   |                   |                   |                                |                   |                      | |
|                               |                   | 25                | 1,3               | 5                 | Бронза                         | гладкий           | 1853—1857            | Монетные дворы — Париж (A), Руан (B), Страсбург (BB), Лион (D), Бордо (K), Марсель (MA), Лилль (W)                                          |
|                               |                   | 25                |                   | 5                 | Бронза                         | гладкий           | 1861—1865            | Монетные дворы — Париж (A), Страсбург (BB), Бордо (K)                                                                                       |
| Третья республика             |                   |                   |                   |                   |                                |                   |                      | |
|                               |                   | 25                |                   | 5                 | Бронза                         |                   | 1871—1894, 1896—1898 | Тип «Церера». Монетные дворы — Париж (A), Бордо (K)                                                                                         |
|                               |                   | 25                |                   | 5                 | Бронза                         |                   | 1898—1917, 1920—1921 | Тип «Дюпюи» |
|                               |                   | 19                |                   | 3                 | Никель                         | гладкий           | 1914                 | Тип «Линдайё», подчёркнуты буквы «mes» на реверсе                                                                                           |
|                               |                   | 19                | 1,55              | 3                 | Медь-никель                    | гладкий           | 1917—1920            | Тип «Линдайё» |
|                               |                   | 17                | 1,16              | 2                 | Медь-никель                    | гладкий           | 1920—1927, 1930—1938 | Тип «Линдайё» |
|                               |                   | 17                | 1,1               | 1,5               | Никель-медь-олово              | гладкий           | 1938—1939            | Тип «Линдайё» |
| Пятая республика              |                   |                   |                   |                   |                                |                   |                      | |
|                               |                   | 19                | 2                 | 3,4               | Сталь                          | гладкий           | 1961—1964            | Тип «Колос»; в 1959 году также был изготовлен прототип из бронзы, а в 1960 и 1961 годах чеканились пробные монеты.                          |
|                               |                   | 17                | 1,5               | 2                 | Медь-алюминий-никель 920/60/20 | гладкий           | 1966—2001            | Тип «Марианна» |

## Монеты заморских владений
В 1820 году французский франк объявлен законным платёжным средством на территории Французской Вест-Индии. В 1825 году была начата чеканка монет в сантимах с надписью «Французские колонии» (Colonies françaises). Использовались они, однако, не во всех французских колониях, а только в Вест-Индии, в основном — на Мартинике и Гваделупе.
До 1945 года денежной единицей Французской Экваториальной Африки официально был французский франк. В связи с тем, что правительство колонии выступило на стороне Сражающейся Франции, связь с Банком Франции и возможность получения из метрополии денежной наличности (в том числе разменных монет) отсутствовала. В 1943 году на монетном дворе Претории были отчеканены монеты, на которых была изображена символика Сражающейся Франции — Лотарингский крест и галльский петух. Монеты в 5 сантимов в обращение не были выпущены.
| Аверс                             | Реверс              | Диаметр, мм         | Толщина, мм         | Масса, г            | Металл              | Гурт                                  | Годы чеканки           | Примечания                                                           |
| Французские колонии               | Французские колонии | Французские колонии | Французские колонии | Французские колонии | Французские колонии | Французские колонии                   | Французские колонии    | Французские колонии                                                  |
| --------------------------------- | ------------------- | ------------------- | ------------------- | ------------------- | ------------------- | ------------------------------------- | ---------------------- | -------------------------------------------------------------------- |
|                                   |                     | 27                  | 2,1                 | 10                  | Бронза              | узор из наклонных овальных углублений | 1825, 1827—1830        | Карл X. Монетные дворы — Париж (A), Ла-Рошель (H). Тираж — 2 409 000 |
|                                   |                     | 27                  | 2,1                 | 9,6                 | Бронза              | гладкий                               | 1839, 1841, 1843, 1844 | Луи-Филипп I. Монетный двор — Париж (A). Тираж — 1 605 000           |
| Французская Экваториальная Африка |                     |                     |                     |                     |                     |                                       |                        |                                                                      |
|                                   |                     |                     |                     |                     | Алюминиевая бронза  |                                       | 1943                   | В обращение не выпущены                                              |

## Осадные монеты
В 1814 году во время осады Антверпена небольшим тиражом были выпущены бронзовые и серебряные «осадные монеты» (monnaie obsidionale).
| Аверс                     | Реверс                    | Диаметр, мм               | Толщина, мм               | Масса, г                  | Металл                    | Гурт                      | Годы чеканки              | Примечания |
| Антверпен, осадные монеты | Антверпен, осадные монеты | Антверпен, осадные монеты | Антверпен, осадные монеты | Антверпен, осадные монеты | Антверпен, осадные монеты | Антверпен, осадные монеты | Антверпен, осадные монеты | Антверпен, осадные монеты                                                                                              |
| ------------------------- | ------------------------- | ------------------------- | ------------------------- | ------------------------- | ------------------------- | ------------------------- | ------------------------- | --- |
|                           |                           |                           |                           |                           | Бронза                    |                           | 1814                      | Имеются разновидности: монограмма «N» или двойная «L» на аверсе, другие отличия деталей аверса, а также веса и размера |
|                           |                           |                           |                           |                           | Серебро                   |                           | 1814                      | Разновидности: монограмма «N» с венком и без венка                                                                     |

## Денежные суррогаты
Выпуск различных денежных суррогатов (во французском языке принято название Monnaie de nécessité) происходил в различные периоды существования французского франка. Известны монетоподобные медные 5 сантимов Fabrique du Vast (Шербур), датируемые 1795 годом. Наибольшее распространение выпуск суррогатов получил в период Первой мировой войны (1914—1918) и в послевоенный период (1919—1924). В обоих этих случаях массовый выпуск суррогатов был вызван недостатком в обращении монет мелких номиналов, так объём чеканки монет не покрывал потребности обращения, а монеты из драгоценных металлов подвергались тезаврации.
Существует множество видов различных выпусков негосударственных денежных знаков — торговых палат (Франции, региональных палат, торговых палат муниципалитетов), муниципалитетов, частных предприятий. Если суррогаты торговых палат и муниципалитетов формально были обеспечены суммой, находившейся в казначействе, то частные выпуски, как правило, производились без всякого обеспечения.
Пять сантимов, как правило, был наименьшим из номиналов негосударственных денежных знаков.
Основные формы выпуска суррогатов в 5 сантимов:
- металлические (монетоподобные) — из алюминия и др. металлов и сплавов; круглые, восьмиугольные и др. форм (Кооперативное общество Флиз, Муниципальный комитет Ванв, Коммерческий и индустриальный синдикат Рошфор-сюр-Мер и мн.др.);
- бумажные (город Лилль);
- картонные — круглые, квадратные или прямоугольные (Эмиссионный банк Лилля, «Commerce Gaillacois» и др.);
- марки-деньги — почтовые марки, наклеенные на круглый жетон или помещённые в прозрачную капсулу. На обратной стороне жетона указывалось название предприятия (Анисовая настойка Мари Бризар, Газовое оборудование Жорж Топен, Шоколад Франсуа и мн.др.)[13].